# Bahía Solano (Colombia)
Bahía Solano es un municipio perteneciente al departamento de Chocó, ubicado al noroccidente de Colombia, en la costa Norte del océano Pacífico. Su cabecera municipal lleva por nombre Ciudad Mutis en honor al Sabio José Celestino Mutis.

## Historia
Bahía Solano fue fundado en 1935 como colonia agrícola del municipio de Nuquí. El 19 de noviembre de 1962, mediante ordenanza n.º 8, fue segregado del mismo y elevado a la categoría de municipio.

## División Político-Administrativa
Además de su Cabecera municipal. Bahía Solano tiene bajo su jurisdicción los siguientes Centros poblados:
- El Valle
- Huaca.
- Huina.
- Mecana.
- Nabugá.
- Playita Pote
- Cupica

### Resguardos indígenas
El Brazo, Posamanza, Boroboró, Villa Nueva Juná.
Existe otra comunidad indígena que no ha sido elevada a la categoría de resguardo, esta es Embera Dumá.

## Geografía y clima
Bahía Solano se encuentra ubicado en la parte occidental del departamento del Chocó, sobre la Serranía del Baudó y la costa norte del Pacífico colombiano. Su extensión es de 1.667 km², se encuentra a 5 m s. n. m. y cuenta con una temperatura promedio de 25 °C.

### Clima
| Parámetros climáticos promedio de Bahía Solano, Chocó, Colombia.             | Parámetros climáticos promedio de Bahía Solano, Chocó, Colombia. | Parámetros climáticos promedio de Bahía Solano, Chocó, Colombia. | Parámetros climáticos promedio de Bahía Solano, Chocó, Colombia. | Parámetros climáticos promedio de Bahía Solano, Chocó, Colombia. | Parámetros climáticos promedio de Bahía Solano, Chocó, Colombia. | Parámetros climáticos promedio de Bahía Solano, Chocó, Colombia. | Parámetros climáticos promedio de Bahía Solano, Chocó, Colombia. | Parámetros climáticos promedio de Bahía Solano, Chocó, Colombia. | Parámetros climáticos promedio de Bahía Solano, Chocó, Colombia. | Parámetros climáticos promedio de Bahía Solano, Chocó, Colombia. | Parámetros climáticos promedio de Bahía Solano, Chocó, Colombia. | Parámetros climáticos promedio de Bahía Solano, Chocó, Colombia. | Parámetros climáticos promedio de Bahía Solano, Chocó, Colombia. |
| Mes                                                                          | Ene.                                                             | Feb.                                                             | Mar.                                                             | Abr.                                                             | May.                                                             | Jun.                                                             | Jul.                                                             | Ago.                                                             | Sep.                                                             | Oct.                                                             | Nov.                                                             | Dic.                                                             | Anual                                                            |
| ---------------------------------------------------------------------------- | ---------------------------------------------------------------- | ---------------------------------------------------------------- | ---------------------------------------------------------------- | ---------------------------------------------------------------- | ---------------------------------------------------------------- | ---------------------------------------------------------------- | ---------------------------------------------------------------- | ---------------------------------------------------------------- | ---------------------------------------------------------------- | ---------------------------------------------------------------- | ---------------------------------------------------------------- | ---------------------------------------------------------------- | ---------------------------------------------------------------- |
| Temp. máx. abs. (°C)                                                         | 36.8                                                             | 38.5                                                             | 40.0                                                             | 35.5                                                             | 35.5                                                             | 37.5                                                             | 35.5                                                             | 38.0                                                             | 34.0                                                             | 34.4                                                             | 38.5                                                             | 35.5                                                             | 40.0                                                             |
| Temp. máx. media (°C)                                                        | 30.6                                                             | 31.1                                                             | 31.1                                                             | 31.0                                                             | 30.8                                                             | 30.4                                                             | 30.5                                                             | 30.3                                                             | 30.0                                                             | 29.9                                                             | 29.8                                                             | 30.1                                                             | 30.5                                                             |
| Temp. media (°C)                                                             | 25.9                                                             | 26.2                                                             | 26.1                                                             | 26.0                                                             | 25.7                                                             | 25.5                                                             | 25.6                                                             | 25.6                                                             | 25.4                                                             | 25.4                                                             | 25.3                                                             | 25.6                                                             | 25.7                                                             |
| Temp. mín. media (°C)                                                        | 22.6                                                             | 22.5                                                             | 22.5                                                             | 22.7                                                             | 22.8                                                             | 22.6                                                             | 22.5                                                             | 22.5                                                             | 22.4                                                             | 22.3                                                             | 22.2                                                             | 22.2                                                             | 22.5                                                             |
| Temp. mín. abs. (°C)                                                         | 18.0                                                             | 18.0                                                             | 19.0                                                             | 18.0                                                             | 18.0                                                             | 18.0                                                             | 17.2                                                             | 17.0                                                             | 18.5                                                             | 18.0                                                             | 17.3                                                             | 17.0                                                             | 17.0                                                             |
| Lluvias (mm)                                                                 | 259                                                              | 135                                                              | 176                                                              | 340                                                              | 455                                                              | 459                                                              | 447                                                              | 556                                                              | 560                                                              | 692                                                              | 603                                                              | 391                                                              | 5073                                                             |
| Días de lluvias (≥ )                                                         | 17                                                               | 12                                                               | 12                                                               | 20                                                               | 24                                                               | 24                                                               | 24                                                               | 24                                                               | 25                                                               | 25                                                               | 24                                                               | 22                                                               | 253                                                              |
| Horas de sol                                                                 | 80                                                               | 87                                                               | 91                                                               | 71                                                               | 69                                                               | 54                                                               | 76                                                               | 74                                                               | 53                                                               | 56                                                               | 53                                                               | 58                                                               | 822                                                              |
| Humedad relativa (%)                                                         | 89                                                               | 89                                                               | 89                                                               | 89                                                               | 91                                                               | 91                                                               | 91                                                               | 91                                                               | 91                                                               | 92                                                               | 92                                                               | 91                                                               | 90.5                                                             |
| Fuente: Instituto de Hidrología, Meteorología y Estudios Ambientales (IDEAM) |                                                                  |                                                                  |                                                                  |                                                                  |                                                                  |                                                                  |                                                                  |                                                                  |                                                                  |                                                                  |                                                                  |                                                                  |                                                                  |

### Límites
- Norte: Municipio de Juradó.
- Sur: Parque nacional natural Ensenada de Utría.
- Oriente: Serranía del Baudó.
- Occidente: Océano Pacífico.

## Demografía
La población de Bahía Solano es de 9.327 habitantes según censo de 2015, siendo el Corregimiento del Valle, el segundo en población después de la cabecera municipal, cuyo nombre es Ciudad Mutis, en honor al insigne botánico José Celestino Mutis.

## Economía
- Turismo ecológico.
- Agricultura a menor escala (plátano, yuca, lulo chocoano, borojó; entre otros).
- Pesca deportiva y artesanal.
- Ganadería a menor escala (solo para el consumo local).

## Turismo

### Lugares de interés
- Playas de Mecana
- Playita de Los Potes
- Huina
- El Almejal, en el corregimiento de El Valle
- Acantilados de Juna
- Cascada de Nabugá
- Río de Mecanita
- Cueva de Agua Dulce
- Parque nacional natural Ensenada de Utría
- Playa Blanca (en Utría)
- Cascada Chocolatal
- Cascada Aeropuerto
- Cascadas El Tigre y Chadó

## Vías de comunicación

### Vuelos a Bahía Solano
En vuelos comerciales con Aerolínea Moon flights, Easyfly y Satena desde la ciudad de Medellín desde el Aeropuerto Olaya Herrera operan vuelos todos los días con Moon Flights (En una aeronave tipo Jetstream 32 con capacidad para 19 pasajeros) y con Easyfly y con Satena los días martes, miércoles, jueves, sábados y domingos en ATR45-600 con capacidad de 48 pasajeros.
Cómo llegar a Bahía Solano por vía marítima, desde Buenaventura (Departamento del valle), con un posterior viaje en lancha de aproximadamente 6 horas y en barco 24 horas se llega al municipio.

## Solaneños ilustres
- Óscar Collazos: nacido en Bahía Solano el 29 de agosto de 1942 y fallecido en Bogotá el 17 de mayo de 2015,[5] fue un escritor, periodista, ensayista y crítico literario colombiano. Fue doctor honoris causa en Literatura de la Universidad del Valle (Cali, 1997) y profesor de la Universidad Tecnológica de Bolívar de Cartagena de Indias.
- Mabel Gisela Torres Torres: Bióloga química nacida en Bahía Solano el 13 de junio de 1972. Estudió su pregrado en la Universidad del Valle; magíster en microbiología de la misma universidad, Ph.D en Ciencias Biológicas de la Universidad de Guadalajara. Ha recibido numerosos premios internacionales en reconocimiento a su labor científica y es actualmente Ministra de Ciencia, Tecnología e Innovación; pasando a la historia como la primera ministra de ese recién creado Ministerio.[6]
- César Palomino Cortés: Nacido en Bahía Solano. Abogado. Actualmente se desempeña como Director de la Agencia Nacional de Defensa Jurídica del Estado, fue, hasta julio del 2024 Magistrado del Consejo de Estado, es el primer chocoano magistrado de un alto tribunal en Colombia y primero en ocupar la dirección de la ANDJE.
- Leonor María Ríos Blandón: Abogada nacida en Bahía Solano Chocó, primera mujer chocoana es ser galardonada con la medalla al mérito judicial Jose Ignacio de Marquez en el año 2014 por su amplia trayectoria dentro de la Rama Judicial.[7]